# Distretto di Yeşilova
Il distretto di Yeşilova (in turco Yeşilova ilçesi) è uno dei distretti della provincia di Burdur, in Turchia.